# Meester in de sport

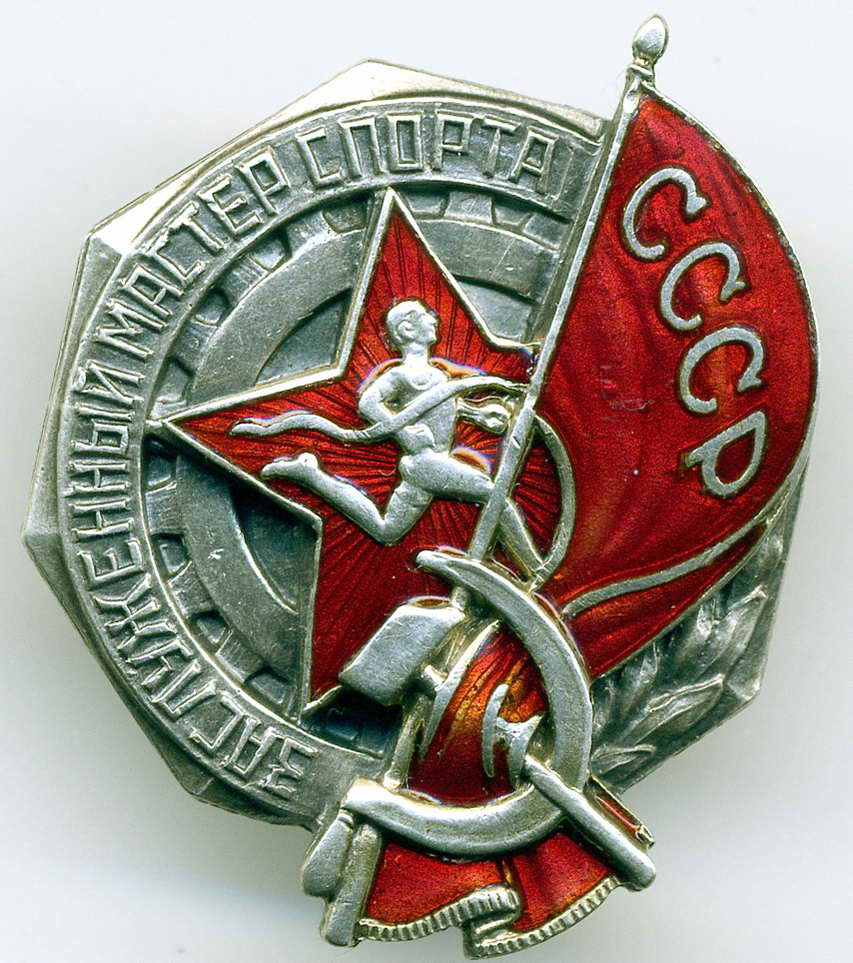
Orde Meester in de sport van de Sovjet-Unie

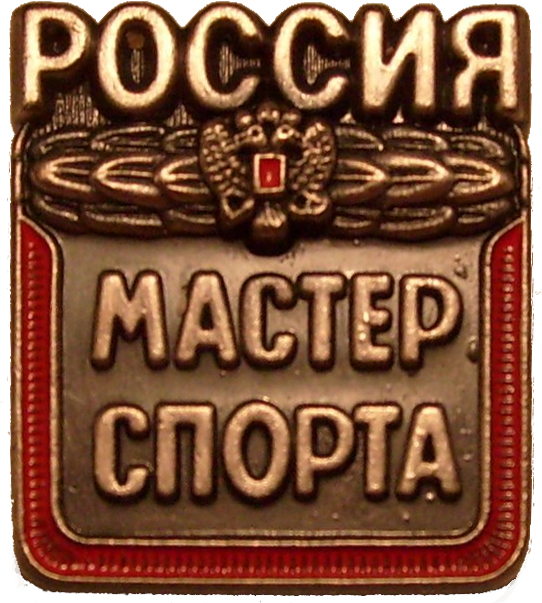
Orde Meester in de sport van Rusland

Het 'Meester in de sport'-systeem (Russisch: Мастер спорта России, Master sporta Rossije) was binnen de voormalige Sovjet-Unie en een aantal jaren erna een systeem van onderscheidingen en classificaties voor sporters.

## Oorsprong en werkwijze
In 1935 werd binnen een wettelijke regeling, geheten het Gemeenschappelijk classificatiesysteem van de USSR (Единая всесоюзная спортивная классификация), een systeem opgesteld voor sporters. Het was gebaseerd op verschillende classificaties die per individuele tak van sport reeds bestonden. Vanaf 1949 werd de regeling elke vier jaar herzien, een periode die overeenkwam met de cyclus der Olympische Spelen, zodat de herijkte waarden en vereisten van fysieke training opgenomen konden worden. De regeling bevatte teststandaarden, principes en condities die nodig waren om sportieve ranglijsten en titels voor alle sporten te kunnen vergelijken voor alle sporten die binnen de Sovjet-Unie uitgeoefend werden. Dit systeem was geldig tot aan het uiteenvallen van de Sovjet-Unie in 1991. Sommige huidige republieken zoals Rusland en Wit-Rusland hanteren tot op de dag van vandaag een dergelijk systeem.

## Systeem
Vanaf de jaren zeventig bestonden er de volgende onderscheidingen en classificaties in afdalende volgorde van belang:

### Onderscheidingen
- Meester in de sport van de Sovjet-Unie, met Lof (voor een internationaal kampioen die tevens een waardevolle bijdrage aan de sport heeft geleverd)
- Meester in de sport van de Sovjet-Unie, Internationale Klasse (voor een internationaal kampioen)
- Meester in de sport van de Sovjet-Unie (voor een nationaal kampioen)

### Kwalificaties
- Kandidaat-meester in de sport (voor een sporter die nationale ranking bezit)
- Sportman eerste klasse (voor een regionaal kampioen)
- Sportman tweede klasse (voor kampioenen van een deelstaat)
- Sportman derde klasse (voor een kampioen van een stad)
- Junior Sportman eerste klasse (voor een regionaal jeugdkampioen)
- Junior Sportman tweede klasse (voor een deelstaat jeugdkampioen)
- Junior Sportman derde klasse (voor een stedelijk jeugdkampioen)

Elk van deze titels werd enkel toegekend voor resultaten in officiële competities. Sporters die een titel ontvingen kregen een medaille en een certificaat.

## Buitenlandse onderscheiden sporters
Speciaal voor buitenlanders werd de onderscheiding 'Eremeester in de sport' ingevoerd en aan buitenlandse sporters diverse malen uitgereikt. In 1972 bij het vijftigjarig jubileum van de Sovjet-Unie werd de titel aan de volgende atleten uitgereikt:
- Bulgarije - Maria Gigova
- Hongarije - András Balczó (moderne vijfkamp, Hongaars Sportman van het Jaar in 1966, 1968 en 1969)
- Duitsland - Karin Janz
- Noord-Korea - Li Ho-Jun (1972 olympisch kampioen Pistoolschieten)
- Cuba - Teófilo Stevenson
- Macau - Khorloo Baianmunkh
- Polen - Włodzimierz Lubański
- Rusland - Nicolae Martinescu (1972 olympisch kampioen Worstelen 1972)
- Tsjechië - Ondrej Nepela

De enige buitenlander die houder is van de reguliere meester in de sport-titel gebaseerd op zijn verrichtingen binnen de Sovjet-Unie is de hockeyspeler
- Nederland - Mark Sluiter

Orde van Sint-Andreas de Eerstgeroepene ·
Orde van de Heilige Catharina ·
Sint-Jorisorde ·
Orde van Sint-Anna ·
Alexander Nevski-orde ·
Orde van de Witte Adelaar (Polen) ·
Orde van Sint-Stanislaus ·
Orde van Sint-Vladimir ·
Herdenkingsdecoratie voor het 300-jarig bestaan van de Romanov-dynastie ·
Orde van het Rode Kruis voor Vrouwen en Meisjes ·
Soevereine Militaire Hospitaalorde van Sint-Jan van Jeruzalem en Malta in Rusland ·
Held van de Arbeid (1922) ·
Orde van de Rode Vlag van de Arbeid ·
Leninorde ·
Leninprijs ·
Held van de Sovjet-Unie ·
Gouden Ster ·
Orde van de Oktoberrevolutie ·
Ereteken van de Sovjet-Unie ·
Orde van de Glorie van de Arbeid ·
Orde van de Rode Banier ·
Held van de Socialistische Arbeid ·
Moeder-Heldin .
Heldenstad ·
Meester in de sport ·
Orde van de Vriendschap ·
Orde van de Vaderlandse Oorlog ·
Orde van de Eer ·
Orde van de Glorie ·
Orde van Nachimov ·
Orde van Koetoezov ·
Orde van Oesjakov ·
Orde van Soevorov ·
Orde van Bogdan Chmelnitski ·
Orde van de Rode Ster ·
Orde van de Heilige Aartsengel Michaël ·
Onderscheidingskruis van de Heilige Apostelgelijke Vorstin Olga ·
Orde van Sint-Nicolaas de Wonderdoener
Zie ook: Ridderorden in Rusland · Orden van de Sovjetrepublieken · Orden van de Sovjet-Unie · Medailles van de Sovjet-Unie